# Emirados Árabes Unidos nos Jogos Olímpicos de Verão de 2024
Emirados Árabes Unidos participaram dos Jogos Olímpicos de Verão de 2024, realizados em Paris, na França. Foi a 11.ª aparição consecutiva do país nos Jogos Olímpicos desde a estreia em Los Angeles 1984.
Foi representado por 13 atletas que competiram em cinco esportes, mas nenhum conquistou medalhas.

## Competidores
Esta foi a participação por modalidade nesta edição:
| Esporte   | Masculino | Feminino | Total |
| --------- | --------- | -------- | ----- |
| Atletismo | 0         | 1        | 1     |
| Ciclismo  | 0         | 1        | 1     |
| Hipismo   | 3         | 0        | 3     |
| Judô      | 5         | 1        | 6     |
| Natação   | 1         | 1        | 2     |
| Total     | 9         | 4        | 13    |

## Desempenho

### Atletismo
- Q = Qualificado para a próxima fase
- q = Qualificado para a próxima fase como o perdedor mais rápido ou, em eventos de campo, pela posição sem atingir o alvo para qualificação
- N/A = Fase não aplicável para o evento
- Bye = Atleta não precisou disputar aquela fase

Feminino
Eventos de pista
| Atleta        | Evento | Preliminar | Preliminar | Baterias    | Baterias    | Semifinal   | Semifinal   | Final       | Final       | Ref.  |
| Atleta        | Evento | Tempo      | Pos.       | Tempo       | Pos.        | Tempo       | Pos.        | Tempo       | Pos.        | Ref.  |
| ------------- | ------ | ---------- | ---------- | ----------- | ----------- | ----------- | ----------- | ----------- | ----------- | ----- |
| Mariam Kareem | 100 m  | 13.26      | 9          | Não avançou | Não avançou | Não avançou | Não avançou | Não avançou | Não avançou | [ 5 ] |

### Ciclismo

#### Estrada
Feminino
| Atleta          | Evento             | Tempo | Pos. | Ref.  |
| --------------- | ------------------ | ----- | ---- | ----- |
| Safia Al-Sayegh | Corrida em estrada | DNF   | DNF  | [ 6 ] |

### Hipismo

#### Saltos
| Atleta                                                   | Cavalo                                         | Evento     | Qualificação | Qualificação | Qualificação | Final       | Final       | Final       | Ref.              |
| Atleta                                                   | Cavalo                                         | Evento     | Pen.         | Tempo        | Pos.         | Pen.        | Tempo       | Pos.        | Ref.              |
| -------------------------------------------------------- | ---------------------------------------------- | ---------- | ------------ | ------------ | ------------ | ----------- | ----------- | ----------- | ----------------- |
| Abdulla Al-Marri                                         | McGregor                                       | Individual | RET          | RET          | RET          | Não avançou | Não avançou | Não avançou | [ 7 ]             |
| Omar Al Marzouqi                                         | Enjoy de la Mure                               | Individual | 1            | 79.56        | 21           | 8           | 83.38       | 19          | [ 8 ]             |
| Salim Ahmed Al-Suwaidi                                   | Foncetti VD Heffinck                           | Individual | 16.00        | 76.42        | 61           | Não avançou | Não avançou | Não avançou | [ 9 ]             |
| Abdulla Al-Marri Omar Al Marzouqi Salim Ahmed Al-Suwaidi | McGregor Enjoy de la Mure Foncetti VD Heffinck | Equipes    | 72           | 249.47       | 18           | Não avançou | Não avançou | Não avançou | [ 7 ] [ 8 ] [ 9 ] |

### Judô
Masculino
| Atleta                    | Evento         | Primeira fase        | Segunda fase            | Oitavas              | Quartas              | Semifinais           | Repescagem             | Final / DB           | Final / DB | Ref.   |
| Atleta                    | Evento         | Adversário Resultado | Adversário Resultado    | Adversário Resultado | Adversário Resultado | Adversário Resultado | Adversário Resultado   | Adversário Resultado | Pos.       | Ref.   |
| ------------------------- | -------------- | -------------------- | ----------------------- | -------------------- | -------------------- | -------------------- | ---------------------- | -------------------- | ---------- | ------ |
| Bayanmönkhiin Narmandakh  | Até 66 kg      | —                    | KOR An B-u D 00–10      | Não avançou          | Não avançou          | Não avançou          | Não avançou            | Não avançou          | =17        | [ 10 ] |
| Nugzar Tatalashvili       | Até 81 kg      | Bye                  | PUR A Gandía D 00–11    | Não avançou          | Não avançou          | Não avançou          | Não avançou            | Não avançou          | =17        | [ 11 ] |
| Aram Grigorian            | Até 90 kg      | —                    | UZB D Bobonov V 10–00   | SWE M Nyman V 10–00  | JPN S Murao D 00–10  | Não avançou          | GRE T Tselidis D 00–10 | Não avançou          | =7         | [ 12 ] |
| Dzhafar Kostoev           | Até 100 kg     | —                    | BRA L Gonçalves V 10–01 | NED M Korrel D 00–01 | Não avançou          | Não avançou          | Não avançou            | Não avançou          | =9         | [ 13 ] |
| Magomedomar Magomedomarov | Mais de 100 kg | —                    | ALG M Lili V 10–00      | FRA T Riner D 00–10  | Não avançou          | Não avançou          | Não avançou            | Não avançou          | =9         | [ 14 ] |

Feminino
| Atleta                 | Evento    | Primeira fase        | Segunda fase         | Oitavas                | Quartas              | Semifinais           | Repescagem           | Final / DB           | Final / DB | Ref.   |
| Atleta                 | Evento    | Adversário Resultado | Adversário Resultado | Adversário Resultado   | Adversário Resultado | Adversário Resultado | Adversário Resultado | Adversário Resultado | Pos.       | Ref.   |
| ---------------------- | --------- | -------------------- | -------------------- | ---------------------- | -------------------- | -------------------- | -------------------- | -------------------- | ---------- | ------ |
| Bishreltiin Khorloodoi | Até 52 kg | —                    | CHN Zhu Y V 10–00    | GER M Ballhaus D 00–11 | Não avançou          | Não avançou          | Não avançou          | Não avançou          | =9         | [ 15 ] |

### Natação
Masculino
| Atleta              | Evento      | Eliminatórias | Eliminatórias | Semifinal   | Semifinal   | Final       | Final       | Ref.   |
| Atleta              | Evento      | Tempo         | Pos.          | Tempo       | Pos.        | Tempo       | Pos.        | Ref.   |
| ------------------- | ----------- | ------------- | ------------- | ----------- | ----------- | ----------- | ----------- | ------ |
| Yousuf Al-Matrooshi | 100 m livre | 50.39         | 44            | Não avançou | Não avançou | Não avançou | Não avançou | [ 16 ] |

Feminino
| Atleta         | Evento      | Eliminatórias | Eliminatórias | Semifinal   | Semifinal   | Final       | Final       | Ref.   |
| Atleta         | Evento      | Tempo         | Pos.          | Tempo       | Pos.        | Tempo       | Pos.        | Ref.   |
| -------------- | ----------- | ------------- | ------------- | ----------- | ----------- | ----------- | ----------- | ------ |
| Maha Al-Shehhi | 200 m livre | 2:17.17       | 28            | Não avançou | Não avançou | Não avançou | Não avançou | [ 17 ] |